# Noticiario Español
El Noticiario Español (1931 - 1938) fue uno de los primeros noticiarios cinematográficos sonoros editados en España. Fue su artífice Germán López Prieto.

## Historia
Desde la implantación del cine sonoro en España se venía reclamando en la prensa la creación de un noticiario con reportajes autóctonos. La sociedad Cinaes, creada  por varios distribuidores y exhibidores catalanes llegó en 1929 a un acuerdo con el Cinegiornale Luce, promovido en Italia por Benito Mussolini, para intercambiar reportajes. Sin embargo, el hecho de que el parque de salas se dotase de equipos sonoros rápidamente en tanto que los Reportajes Cinaes seguían siendo mudos, pronto desanimó a sus impulsores.
El 4 de septiembre de 1931 el productor y distribuidor Germán López Prieto presenta ante el Ministerio de Economía Nacional el registro de la marca Noticiario Español - Actualidades cinematográficas "como título y subtítulo para distinguir una revista y su propaganda". Germán López Prieto figura como director gerente y el operador Segismundo Pérez de Pedro “Segis”, en funciones de director técnico. Las oficinas de la empresa se encontraban en la Corredera Baja 39 de Madrid. El Noticiario Español contaba con su propio laboratorio sito en la Ciudad Lineal, en la calle Arturo Soria 350, en el Parque de Diversiones de la Ciudad Lineal, donde más adelante se instalarían los estudios C.E.A.
El Noticiario Español tuvo numerosas ediciones -en principio, quincenales- entre 1931 y 1936 además de producir algunos cortometrajes documentales. La primera edición contiene las siguientes noticias y reportajes: El Congreso, los ministros, el presidente de la Cámara. El Viaducto cortado a la circulación. Concurso de bellezas. Maciá. El segundo: Pruebas de planeadoras. Sardanas. Visita al Museo de Oriente. El Estanque del Retiro seco. Carreras de galgos. La fiesta de la Raza. El aviador más joven.
Una de sus primeras iniciativas es hacer un largo documental sobre el África Ecuatorial española. Al frente de la expedición  está  Alfredo Serrano. Los operadores son "Segis" y Julio Bris González. La película resultante lleva por título Balele: en las selvas vírgenes de Nueva Guinea.
La serie "España artística y monumental" dedicó, al menos, sendos reportajes a glosar las bellezas de Córdoba y Zaragoza. En 1935 otra serie de reportajes polémicos bajo el título genérico "Algo sobre España". Los comentarios eran de Federico García Sanchiz a quien entrevistaba el falangista Federico de Urrutia.
En octubre de 1934 presenta en exclusiva el reportaje sobre los sucesos de Asturias titulado Oviedo, la ciudad mártir.
Conscientes de que si ni hay noticia lo mejor es crearla, en julio de 1935 y con el patrocinio del ayuntamiento de Madrid, Noticiario Español convoca en el Paseo de Coches del Parque del Retiro un concurso de “Elegancia del Automóvil” en el que toman parte 32 coches. Suponemos que el reportaje constituiría uno de los puntos fuertes de la siguiente edición del Noticiario español.
No tiene relación con el Noticiario Español editado por el Departamento Nacional de Cinematografía durante la guerra civil española. Tampoco con el noticiario No-Do que ostentaba este subtítulo.

## Filmografía
Además de los numerosos reportajes de actualidad que integraron el noticiario, la marca produjo y distribuyó en exclusiva los siguientes cortometrajes documentales:
- El castillo de la Mota (1931)
- Balele: en las selva vírgenes de Nueva Guinea (1933)
- Zaragoza (de la serie: España artística y monumental) (1933)
- Córdoba (de la serie: España artística y monumental) (1934)
- Oviedo, la ciudad mártir (1934)
- Algo sobre España (1935)
- La toma de Teruel (1938)